# Grote Prijs Jean-Pierre Monseré 2024
Il Grote Prijs Jean-Pierre Monseré 2024, tredicesima edizione della corsa e valida come prova dell'UCI Europe Tour 2024 categoria 1.1, si svolse il 3 marzo 2024 su un percorso di 200,6 km, con partenza da Ichtegem e arrivo a Roeselare, in Belgio. La vittoria fu appannaggio del belga Jarne Van De Paar, il quale completò il percorso in 4h42'59", alla media di 42,533 km/h, precedendo il connazionale Timothy Dupont e l'olandese David Dekker.
Sul traguardo di Roeselare 98 ciclisti, dei 171 partiti da Ichtegem, portarono a termine la competizione.

## Squadre e corridori partecipanti
| N.      | Cod. | Squadra                   |
| ------- | ---- | ------------------------- |
| 1-7     | IWA  | Intermarché-Wanty         |
| 11-17   | ADC  | Alpecin-Deceuninck        |
| 21-27   | ARK  | Arkéa-B&B Hotels          |
| 31-35   | COF  | Cofidis                   |
| 41-47   | DSM  | Team DSM-Firmenich PostNL |
| 51-57   | TFB  | Team Flanders-Baloise     |
| 61-67   | LDS  | Lotto Dstny               |
| 71-77   | EKP  | Equipo Kern Pharma        |
| 81-87   | EUS  | Euskaltel-Euskadi         |
| 91-97   | IPT  | Israel-Premier Tech       |
| 101-107 | Q36  | Q36.5 Pro Cycling Team    |
| 111-117 | TDT  | TDT-Unibet Cycling Team   |
| 121-126 | TEN  | TotalEnergies             |

| N.      | Cod. | Squadra                          |
| ------- | ---- | -------------------------------- |
| 131-137 | BWB  | Bingoal WB                       |
| 141-147 | TUD  | Tudor Pro Cycling Team           |
| 151-157 | UXM  | Uno-X Mobility                   |
| 161-167 | CJR  | Caja Rural-Seguros RGA           |
| 171-177 | TIS  | Tarteletto-Isorex                |
| 181-187 | BCY  | Beat Cycling Team                |
| 191-197 | PHV  | Parkhotel Valkenburg             |
| 201-207 | SVL  | REMBE Pro Cycling Team Sauerland |
| 211-217 | TCQ  | Team ColoQuick                   |
| 221-227 | VWE  | VolkerWessels Cycling Team       |
| 231-237 | PWB  | Philippe Wagner-Bazin            |
| 241-247 | NST  | Novapor Speedbike Team           |

## Ordine d'arrivo (Top 10)
| Pos. | Corridore         | Squadra       | Tempo    |
| ---- | ----------------- | ------------- | -------- |
| 1    | Jarne Van De Paar | Lotto         | 4h42'59" |
| 2    | Timothy Dupont    | Tarteletto    | s.t.     |
| 3    | David Dekker      | Arkéa         | s.t.     |
| 4    | Francisco Galván  | Kern          | s.t.     |
| 5    | Émilien Jeannière | TotalEnergies | s.t.     |
| 6    | Lionel Taminiaux  | Lotto         | s.t.     |
| 7    | Henri Uhlig       | Alpecin       | s.t.     |
| 8    | Jenthe Biermans   | Arkéa         | s.t.     |
| 9    | Thimo Willems     | VolkerWess.   | s.t.     |
| 10   | Vito Braet        | Intermarché   | s.t.     |